# ブーフ・アム・ヴァルト
ブーフ・アム・ヴァルト (ドイツ語: Buch am Wald、公式な表記はBuch a.Wald)は、ドイツ連邦共和国バイエルン州ミッテルフランケンのアンスバッハ郡に属す町村（以下、本項では便宜上「町」と記述する）で、シリングスフュルスト行政共同体の一員。

## 地理

### 位置
ブーフ・アム・ヴァルトは、フランケンヘーエ自然公園内に位置する。

### 隣接市町村
北から時計回りに
- ゲスラウ
- ロイタースハウゼン
- シリングスフュルスト
- ゲープザッテル

### 自治体の構成
この町は、公式には12の地区 (Ort) からなる。このうち小集落や孤立農場などを除く集落を以下に列記する。
- ブーフ・アム・ヴァルト
- ガステンフェルデン
- ハーゲナウ
- シェーンブロン
- トライスドルフ

## 歴史
ブーフ・アム・ヴァルトは、1796年にホーエンローエ侯領からプロイセンに譲渡され、プロイセンはこれを1792年に獲得していたアンスバッハ侯領に編入した。旧アンスバッハ侯領の一部としてブーフ・アム・ヴァルトは、パリ条約に基づく領土交換によりバイエルン領となった。バイエルン王国の行政改革の時代、1818年に現在の自治体が形成された。

## 行政

### 議会
ブーフ・アム・ヴァルトの町議会は、首長を含めて11議席からなる。

### 紋章
盾型の基部は、銀地に赤い舌を出し、こちらを向いてゆったりと歩く黒い獅子。その上部は銀地と黒地の市松模様に四分割。左上は、斜めに置かれた赤いブナの葉。右上は斜めに置かれた金の軸に付いた金のブナの実。左下は、斜めに置かれた金のブナの葉。右下は、斜めに置かれた赤いブナの葉。

## 経済と社会資本
ブーフ・アム・ヴァルトは、ロマンティック・フランケン観光連盟に加盟している。

## 引用
1. ↑  https://www.statistikdaten.bayern.de/genesis/online?operation=result&code=12411-003r&leerzeilen=false&language=de Genesis-Online-Datenbank des Bayerischen Landesamtes für Statistik Tabelle 12411-003r Fortschreibung des Bevölkerungsstandes: Gemeinden, Stichtag (Einwohnerzahlen auf Grundlage des Zensus 2011)
2. ↑  Bayerische Landesbibliothek Online